# 25153 Tomhockey
25153 Tomhockey è un asteroide della fascia principale. Scoperto nel 1998, presenta un'orbita caratterizzata da un semiasse maggiore pari a 2,4446740 UA e da un'eccentricità di 0,0986940, inclinata di 9,30443° rispetto all'eclittica.